# Croacia en los Juegos Olímpicos de Pekín 2008
Croacia estuvo representada en los Juegos Olímpicos de Pekín 2008 por un total de 99 deportistas que compitieron en 15 deportes.  
El portador de la bandera en la ceremonia de apertura fue el jugador de balonmano Ivano Balić.

## Medallistas
El equipo olímpico croata obtuvo las siguientes medallas:
| Nombre          | Deporte            | Competición          |
| --------------- | ------------------ | -------------------- |
| Oro             |                    |                      |
| —               |                    |                      |
| Plata           |                    |                      |
| Blanka Vlašić   | Atletismo          | Salto de altura F    |
| Filip Ude       | Gimnasia artística | Caballo con arcos M  |
| Bronce          |                    |                      |
| Sandra Šarić    | Taekwondo          | –67 kg F             |
| Martina Zubčić  | Taekwondo          | –57 kg F             |
| Snježana Pejčić | Tiro               | Rifle de aire 10 m F |